# Ligghall
En ligghall är en byggnad med åtminstone tre täckta sidor samt tak, som är avsedd som vind- och väderskydd för utegångsdjur, till exempel hästar, nötkreatur, får, m.m.
Ordet "ligghall" används mest av myndighetspersoner, då uttrycket ursprungligen kommer från lagtexter. Bland lantbrukare används mest uttryck som "vindskydd" och "väderskydd", då det är ovanligt att djuren, och särskilt djur som av naturen är flyktdjur verkligen ligger ner. Syftet med ordalydelsen är dock att visa på ett vind- och väderskydd där underlaget är tillräckligt torrt för att djuren ska kunna ligga ner utan att bli blöta eller smutsa ner sig. Således följer det också ett krav på daglig tillsyn och vid behov byta ut strömaterialet och att avlägsna fekalier.
Djur som hålls ute dygnet runt ska enligt lag kunna söka skydd för väder och vind. När betestillväxt sker (dvs. när dygnsmedeltemperaturen är högre än +5 grader C) kan detta krav tillgodoses av skugga under träd. Övrig tid måste en ligghall finnas tillgänglig. Sedan 2008 kan dock djurhållare som inte vill använda sig av ligghall gå med i ett egenkontrollprogram efter godkännande av tillsynsmyndigheten. Man ska däri kunna visa hur man kan upprätthålla djurskyddet på annat sätt.
Kravet på ligghall har funnits sedan 1989 i Sverige, och har ständigt varit uppe för diskussion mellan djurhållare och olika myndigheter.